# Раонь
Раонь (рос. Раонь) — присілок в Куньїнському районі Псковської області Російської Федерації.
Населення становить 25 осіб. Входить до складу муніципального утворення Жижицька волость.

## Історія
Від 2015 року входить до складу муніципального утворення Жижицька волость.

## Населення
| 2001 | 2002 | 2010 |
| ---- | ---- | ---- |
| 6    | ↗8   | ↗25  |